# Josef Lanner
Josef Franz Karl Lanner (Bécs, 1801. április 12. – Döbling, Bécs, 1843. április 14.) osztrák tánczenei zeneszerző és tánczenekari karmester.
Leginkább úgy emlékeznek rá, mint az egyik legkorábbi bécsi zeneszerzőre, aki a keringőt egyszerű paraszttáncból olyasmivé alakította át, amit a legmagasabb társadalom is élvezhetett, akár a tánc kíséretében, akár a zene kedvéért.
Ugyanolyan híres volt, mint barátja és zenei riválisa, Id. Johann Strauss, aki korukban Ausztrián kívül is ismertebb volt külföldi, elsősorban franciaországi és angliai koncertkörútjai miatt.
Lannernek volt egy kevésbé ismert fia, August Lanner (1835–1855) aki éppolyan tehetséges és csodálatos volt, mint apja, de kezdő karrierjét 20 éves korában bekövetkezett korai halála megszakította. Lánya, Katharina (1829–1905) jól ismert nemzetközi balett-táncosnő lett, Londonban telepedett le, ahol befolyásos koreográfus és tanár lett.

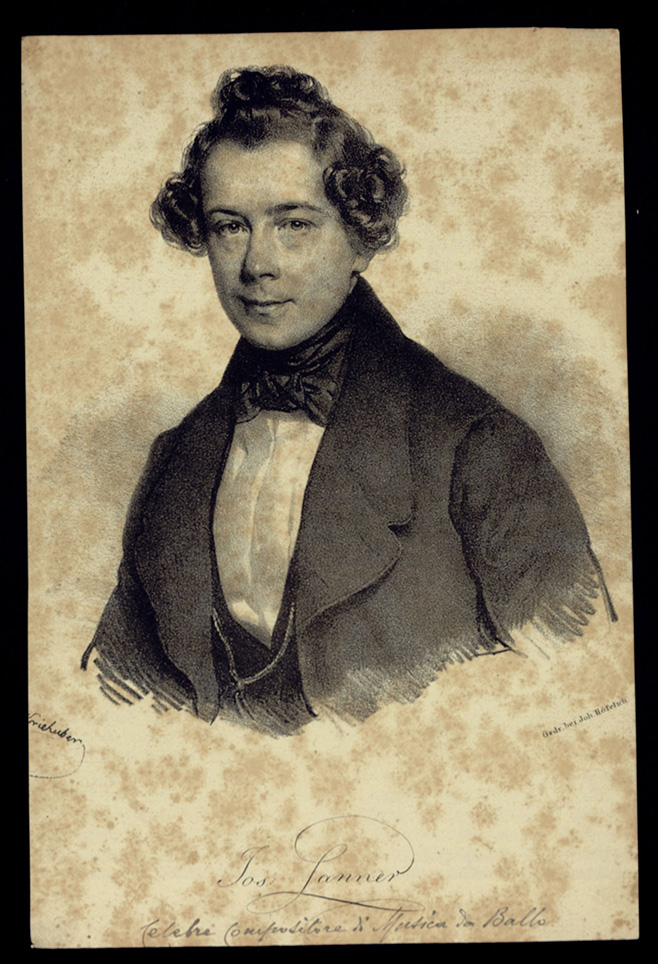
Josef Lanner (1839)

## Élete
Lanner a bécsi St. Ulrichban született (ma Neubau kerület). A hegedűn nagyrészt autodidakta módon csatlakozott egy kis Michael Pamer vonószenekarhoz, nagyjából egy időben, mint Id. Johann Strauss, bár úgy döntött, hogy maga is belevág a zenei üzletbe, és Karl és Johann Drahanekkel társult, és megalakított egy kvartettet. nevét viselte. A vonósnégyes sikere fokozatos terjeszkedéshez vezetett, és 1824-ben Lanner egy kis vonószenekart vezényelhetett, amely bécsi tánczenét játszott. Zenekarának akkora sikere volt, hogy számos bécsi karneválon rendszeresen szerepelt, a helyi dialektusban Fasching néven ismert. 1832-ben Lanner megengedte, hogy hamarosan riválisa, Id. Johann Strauss helyettese legyen egy második, kisebb zenekarban, amelyet abban az évben hoztak létre, hogy megfeleljen a karneváli tevékenységek elfoglaltságának.
Lanner már az 1825-ös karneváli szezon végén hírnevet szerzett, id. Strauss pedig frusztrált volt amiatt, hogy szükség esetén helyettesítenie kellett, és ennek eredményeként művei nem kapták meg a szerinte megérdemelt elismerést. Ugyanebben az évben id. Strauss megvált Lannerrel, miután az egyik Bécsi Táncintézetben, a Zum Schwarzen Bockban (A fekete kos) adott koncertet. Bár sok sajtóhír dühös találkozásról számolt be a két zeneszerző között, beleértve azt a pletykát, hogy Strauss erőszakkal elhagyta a zenekart Lanner néhány tehetséges zenésszel, ezek nagyrészt megalapozatlanok maradtak, mivel Lanner korábban egy keringőt szentelt Straussnak "Trennungs-Walzer" címmel (" Elválasztó keringő"), op. 19, amely a jóindulat és a két zeneszerző mestersége iránti tisztelet megfelelő szintjét jelezte. Továbbá Lanner és id. Strauss  gyakran dolgoztak együtt annak ellenére, hogy megszakították a párkapcsolatukat, és még egy jótékonysági koncertet is adtak korábbi munkaadójuknak, Michael Pamernek, aki 1826-ban megbetegedett ugyanabban az intézményben, ahol elváltak. Jótékonysági munkájukért Strauss és Lanner 1836-ban Bécs díszpolgárságát is elfogadták, és közösen tettek polgári esküt.
A zeneszerető bécsiek azonban mindkét népszerű tánczene-szerzőt támogatták, és az egyének általában Lannerianerként vagy Straussianerként azonosították magukat. Valójában azt hitték, hogy az uralkodó Habsburg-dinasztia igyekezett eltéríteni bécsi lakosságát a politikától és az Európát lázasan elsöprő forradalmi eszméktől, sok város pedig arra készül, hogy megdöntse bármilyen népszerűtlen uralkodót. A válasz az lenne, hogy eltereljük a lakosság figyelmét zenével és szórakoztatással, és a Lanner és Strauss által betöltött zenei pozíciók hamarosan nagyon fontosnak bizonyultak. Lannert magát a Hofburg császári palotában található Redoutensäle Musik-Direktori posztjára nevezték ki, amelynek elsődleges feladata a nemesség tiszteletére tartott koncertek vezénylése és új művek komponálása volt az udvari zenekar számára.
Strauss népszerűsége az 1840-es évek elején hamarosan beárnyékolta Lannerét. Strauss szívesen vállalta, hogy kiterjedt, jövedelmező külföldi turnékra induljon, beleértve Angliát is, míg Lanner Bécsben tartotta magát, mert nem volt meggyőződve arról, hogy a többi nemzetiség kész bécsi zenét hallgatni. Lanner egy 1843-ban Bécset sújtó tífuszjárványban ő is megfertőződött, és ugyanabban az évben április 14-én, nagypénteken Döblingben halt meg.
Az id. Strausszal folytatott híres rivalizálás véget ért; Lanner halála egy olyan időszak kezdetét jelentette, amikor a Strauss család jó fél évszázadon át uralta a bécsi tánczenei színteret, és lezárta a keringő és más népszerű tánczene érdekes és izgalmas fejlődésének korszakát.

## Művei
Lanner népszerűbb művei közé tartozik a „Pesther-Walzer”, op. 93, "Hofballtänze Walzer", op. 161, "Die Werber" keringő, op. 103, "Die Romantiker" keringő, op. 167, és valószínűleg legismertebb műve, a "Die Schönbrunner" Walzer, op. 200, valószínűleg a leghíresebb keringő az 1860-as évek közepén, Ifj. Johann Strauss „Kék Duna” előtt. Lanner keringőinek többségét a nemesség tagjainak szentelték, amint azt a címek is bizonyítják, ami Lanner akkori beosztásának természetéhez tartozott. Stájer táncai (Steyrische-Tänze), op. 165, alkalmanként felcsendült a Bécsi Filharmonikusok Bécsi Újévi Koncertjén is.
- "Neue Wiener", Ländler (új bécsi), op. 1
- "Trennungs-Walzer", keringő (elválás), op. 19
- "Amoretten", keringő, op. 53
- "Die Humoristiker", keringő (A humoristák), op. 92
- „Pesther-Walzer”, (Pesti keringő) op. 93
- "Abschied von Pest", keringő (Búcsú Pesttől), op. 95
- „Die Werber” (Az udvarlók), op. 103
- "Marien-Walzer", (Maria Waltz), op. 143
- "Malapou", galopp, op. 148
- "Hofballtänze", keringő (Királyi udvari táncok), Op.161
- "Steyrische Tänze" (Stájer táncok), op. 165
- "Die Romantiker", keringő (A romantikusok), Op.167
- "Hans-Jörgel", polka, op. 194
- „Die Mozartisten”, keringő, op. 196 (A Mozartisták, Wolfgang Amadeus Mozart operáinak témái alapján)
- "Die Schönbrunner" (A Schönbrunniak), keringő, op. 200